# 礼县博物馆
礼县博物馆，又称甘肃秦文化博物馆、秦文化博物馆，坐落在甘肃省陇南市礼县城关镇东新南路秦人广场的一所国有博物馆，为礼县文体广电和旅游局下属事业单位，正科级建制，1991年6月成立，2012年新馆开放。该馆为国家4A级旅游景区、甘肃省爱国主义教育基地、甘肃省社会科学普及示范基地及陇南市精神文明单位。

## 背景
礼县南临西秦岭，北接黄土高原，西汉水自西北向东南在境内流过。秦人一路西来，于两千多年前在礼县一带扎根，使礼县成为秦人和秦文化的发祥地。秦国首个都邑“西垂宫"、祭天祀祖的“西畤”、最早的秦公陵园和宗族墓葬群都在礼县境内。礼县拥有丰富的秦早期遗址、遗物、遗存。礼县西汉水流域还有众多的史前文化遗址。国家文物局等单位从2004年开始在礼县地区开展早期秦文化调查发掘项目，发现了大量秦早期墓葬等文化遗址。秦文化博物馆依托礼县早期秦文化文物和其他时期的文物资源建立，是一座集收藏保管、陈列展示、科学研究和宣传教育为一体的综合性博物馆。

## 历史
1950年，礼县人民文化教育局文化馆内设有文物组。
1980年代，文物组在文庙大殿内开设展厅。1991年6月21日，文物组正式脱离县文化馆，成立礼县博物馆。礼县博物馆成立之初，馆舍建筑面积530.4平方米。1994年至2006年间，国家、省、县三级考古单位在礼县境内发现大堡子山遗址、西山坪遗址、圆顶山遗址和六八图—费家庄遗址群等秦人遗址。其中，礼县博物馆在甘肃省文物考古所的指导下对圆顶山遗址墓葬群进行了两次被盗劫后的清理发掘。几处遗址的出土文物有很多都交由礼县博物馆收藏。2008年，该馆被甘肃省文物局确定为第二批免费开放的博物馆。

2008年，东新南路秦文化广场的新馆开始建设，投资5,960万元。2011年12月，新馆建成，礼县博物馆搬入新馆。新馆总占地面积约43,864.7平方米，总建筑面积20,533平方米。博物馆主体建筑面积8,350平方米，包括展厅、会议室、库房、学术厅等。
2011年，该馆被中国共产党甘肃省委员会宣传部命名为甘肃省第五批爱国主义教育基地。
2012年9月，该馆向社会免费开放。

## 景区
2014年，陇南市秦文化博物馆景区被评为国家4A级旅游景区。2019年，陇南市礼县秦文化博物馆景区经复核被降为3A级旅游景区。2021年，陇南市礼县秦文化博物馆旅游景区再次被评为国家4A级旅游景区。

## 馆藏
根据2012年9月报道，该馆馆藏有青铜器、石器、陶器等文物3,096件。根据2014年6月报道，该馆有收藏有各类文物5,000余件，其中国家一级文物近150件。
根据全国博物馆年度报告信息系统，该馆2020年馆藏文物3,096件（套），包括青铜器、古生物化石标本、石器、陶器、骨器、铁器、瓷器、金器、玉器以及古书画、古钱币、木雕工艺品、红军遗物等，其中一级文物75件（套）；二级文物90件（套）；三级文物241件（套），三级以上文物为406件。此外，该馆还藏有一万余册古籍资料。而根据2021年10月报道，该馆藏有3,000余件器物，其中一级文物74件套，三级以上文物400余件套。

## 展览
该馆设有“牧马西垂屏卫周室”、“襄文建功礼乐文明”、“车马扬威东进关中”和大堡子山遗址沙盘等展区。
| 展区             | 介绍                                                     |
| ---------------- | -------------------------------------------------------- |
| 牧马西垂屏卫周室 |                                                          |
| 襄文建功礼乐文明 | 展出有大堡子山秦公大墓编钟、蟠虺纹青铜车形器、金箔饰片等 |
| 车马扬威东进关中 | 展出有青铜剑、青铜矛戈等兵器                             |
| 大堡子山遗址沙盘 |                                                          |

## 部室与职工
2020年，该馆内设综合办公室、文物征集保管股、安全保卫股、宣传教育股、陈列设计股等部门。
2020年，该馆有工作人员38人，其中正式职工18人，临时聘用人员20人。正式职工包括专业技术人员13人，事管人员2人和工勤人员3人，专业技术人员包括副研究员3人，馆员7人，助理馆员3人。

## 相关
该馆“甘肃秦文化博物馆”的馆名匾额为原中共甘肃省委书记陆浩题写。